# Verleitung zur Falschaussage
Die Verleitung zur Falschaussage ist ein strafbewehrter Tatbestand nach dem deutschen Strafrecht. Er ist in § 160 StGB geregelt. Systematisch liegt er in den Aussagedelikten.
Der § 160 StGB ermöglicht die mittelbare Täterschaft bei den eigenhändigen Aussagedelikten. Da § 153, § 154, § 156 StGB eigenhändige Delikte sind, scheidet eine mittelbare Täterschaft aus. Es kann wie bei Straßenverkehrsdelikten immer nur der Fahrer, hier der Aussagende, strafbar sein. Diese Lücke schließt § 160 Abs. 1 StGB, der mit verleiten die mittelbare Täterschaft meint. Wie bei dem Versuch der Anstiftung zur Falschaussage nach § 159 StGB muss der Vordermann mindestens den objektiven Tatbestand der genannten Delikte verwirklichen. Sofern der Vordermann auch vorsätzlich handelt, sich also strafbar macht, liegt beim Hintermann eine Anstiftung zum Hauptdelikt vor.
Sofern der Vordermann jedoch unvorsätzlich handelt, kann der Hintermann nach § 160 StGB bestraft werden, sofern er mittelbare Tatherrschaft besitzt.
Probleme ergeben sich, sofern der Hintermann einem Irrtum unterliegt.

## Verleiten eines vermeintlich Gutgläubigen
Im Fall, dass der Hintermann meint, der Vordermann würde unvorsätzlich falsch aussagen, ist eine Strafbarkeit des Hintermannes nach § 160 Abs. 1 StGB umstritten. Einerseits will der BGH die Anwendbarkeit des § 160 Abs. 1 StGB annehmen, jedoch wird diese Situation von § 160 Abs. 2 StGB umfasst, der den Versuch unter Strafe stellt.

## Verleiten eines vermeintlich Bösgläubigen
Es herrscht Einigkeit, dass im Fall, dass der Hintermann meint, der Vordermann würde vorsätzlich aussagen, eine Strafbarkeit nach § 159 StGB (Versuch der Anstiftung zur Falschaussage) vorliegt.